# Passpartù
Passpartù è l'ottavo album in studio del gruppo musicale italiano Premiata Forneria Marconi, pubblicato nel 1978.
Il titolo è una parola macedonia tra la pronuncia del francesismo passepartout e il personaggio di Re Artù alla cui leggenda vagamente si ispira il brano I cavalieri del tavolo cubico, contenuto nell'album.

## Descrizione
Passpartù segna per la PFM il ritorno a testi scritti esclusivamente in italiano, dopo vari album cantati parzialmente o interamente in inglese e in quanto tali idealmente rivolti al mercato internazionale. Autore di tutti i testi del disco è il cantautore Gianfranco Manfredi, fatta eccezione per quello del brano Fantalità, scritto dal cantante Bernardo Lanzetti il quale dopo questo lavoro lasciò il gruppo e intraprese la carriera da solista.
Musicalmente, l'album è un lavoro di transizione tra il rock progressivo dei dischi precedenti e la canzone d'autore in chiave rock tipica della produzione della band negli anni ottanta. Nell'arrangiamento, la chitarra acustica prevale significativamente sull'elettrica – anche in molte parti soliste – e per la prima volta è assente il violino, suonato sui primi sei album da Mauro Pagani e su Jet Lag (1977) da Greg Bloch. Anche la durata media dei brani è ridotta rispetto al passato: tutti all'incirca fra i tre e i cinque minuti.
Altra differenza di rilievo con la produzione precedente del gruppo è che alla realizzazione di questo disco per la prima volta presero parte musicisti ospiti, circostanza peraltro destinata a non ripetersi fino all'album Miss Baker (1987).

## Copertina
L'illustrazione di copertina raffigurante i cinque componenti il gruppo fu realizzata dal fumettista Andrea Pazienza, autore anche dei disegni riportati sulla busta interna del disco in vinile. Il fronte copertina – oltre al titolo – riporta soltanto la sigla PFM, mentre sul retro il nome del gruppo è indicato anche per esteso, in caratteri più piccoli.

## Tracce
Lato A
1. Viene il santo – 4:37 (testo: Gianfranco Manfredi – musica: Flavio Premoli)
2. Svita la vita – 3:27 (testo: Manfredi – musica: Franco Mussida)
3. Se fossi cosa – 4:43 (testo: Manfredi – musica: Mussida)
4. Le trame blu – 4:54 (testo: Manfredi – musica: Mussida)

Lato B
1. Passpartù (strumentale) – 4:53 (musica: Premoli, Mussida)
2. I cavalieri del tavolo cubico – 5:23 (testo: Manfredi – musica: Mussida)
3. Su una mosca e sui dolci – 4:54 (testo: Manfredi – musica: Mussida, Premoli)
4. Fantalità – 4:11 (testo: Bernardo Lanzetti – musica: Mussida)

## Formazione
Gruppo
- Franz Di Cioccio - batteria, campana, cori, percussioni
- Patrick Djivas - basso
- Bernardo Lanzetti - voce solista (tracce: 1, 3, 4, 6-8), cori, campanacci (traccia: 4)
- Franco Mussida - chitarra acustica, chitarra elettrica, cori, voce solista (tracce: 2, 8)
- Flavio Premoli - pianoforte, organo Hammond, sintetizzatore, cori

Musicisti ospiti
- George Aghedo - congas (tracce: 4,6,8)
- Roberto Colombo - sintetizzatore (tracce: 3,4,7)
- Claudio Fabi - sintetizzatore (traccia: 4), pianoforte (traccia: 2), piano elettrico (tracce: 6-8)
- Roberto Haliffi - clavicembalo (traccia: 2), maracas (tracce: 2,8), campanacci (traccia: 8)
- Claudio Pascoli - sax tenore (traccia: 3)